# Saint-Quentin (Nouveau-Brunswick)
Pour les articles homonymes, voir Saint-Quentin (homonymie).
Saint-Quentin est une ville canadienne située dans le comté de Restigouche dans le Nord-Ouest du Nouveau-Brunswick. 
Saint-Quentin est située le long de la route 17, à plus de 300 mètres d'altitude, au centre d'un plateau de la chaîne des Appalaches. La ville couvre une superficie de 4,3 km2. Saint-Quentin constitue la porte d'entrée sud-ouest du comté de Restigouche.  Elle est l'une des principales villes du comté de Restigouche.

## Toponyme
Saint-Quentin est nommée ainsi en l'honneur de la victoire des Alliés à Saint-Quentin, en France, durant la Première Guerre mondiale.
À la fin du XIXe siècle, lorsque les gens atteignaient leur 50e anniversaire de naissance, on leur disait qu’ils avaient St-Quentin.
En 2004, la ville de Saint-Quentin a été proclamée la Capitale de l'Érable de l'Atlantique.

## Géographie

### Situation
Saint-Quentin se trouve à près de 100 kilomètres de route au sud-ouest de Campbellton.
La ville est située sur un plateau de la chaîne de montagnes des Appalaches, à 301 m d'altitude. Le terrain y est généralement plat et la majeure partie du territoire est couverte de forêts et de terres agricoles. Le développement de la ville est plus important le long de l'artère principale qui la traverse, la route 17 (renommée rue Canada dans les limites de la ville).
Saint-Quentin est généralement considérée comme faisant partie de l'Acadie.

### Climat
Les températures moyennes sont de −40 °C pour le mois de janvier et de 17 °C pour le mois d'août. La moyenne annuelle des précipitations est d'environ 991 mm.

### Logement
(septembre 2024).
La ville comptait 972 logements privés en 2006, dont 930 occupés par des résidents habituels. Parmi ces logements, 73,7 % sont individuels, 5,4 % sont jumelés, 0,0 % sont en rangée, 2,7 % sont des appartements ou duplex et 100 % sont des immeubles de moins de cinq étages. 73,1 % des logements sont possédés alors que 26,9 % sont loués. 73,1 % ont été construits avant 1986 et 6,5 % ont besoin de réparations majeures. Les logements comptent en moyenne 6,0 pièces et 0,0 % des logements comptent plus d'une personne habitant par pièce. Les logements possédés ont une valeur moyenne de 95 298 $, comparativement à 119 549 $ pour la province.
De nombreux logements de Saint-Quentin ont la particularité d'avoir leur numéro affiché avec des del.

## Histoire

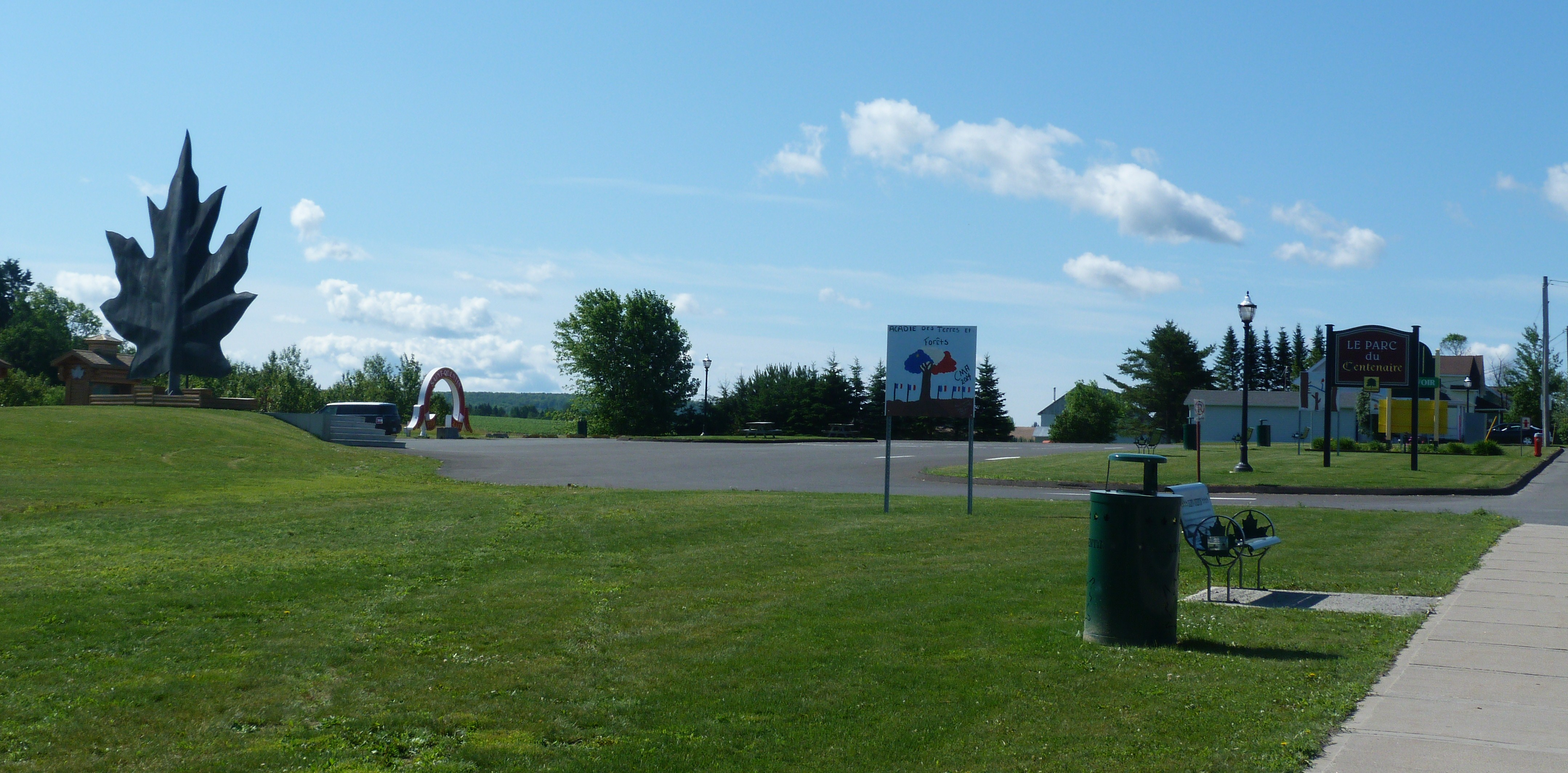
Parc du Centenaire.

En 1897, la Restigouche and Western Railway Company décide de construire un chemin de fer reliant la ville de Campbellton à Saint-Léonard. À mesure que les travaux avancent, les ouvriers de la voie ferrée s'enfoncent dans la forêt. En 1909, ils sont rendus au ruisseau Five Fingers et Simon Gallant, un Acadien travaillant comme forgeron, décide d'installer sa famille près du ruisseau[réf. souhaitée]. Au même moment, plusieurs familles québécoises laissent leur paroisse pour aller s'établir aux États-Unis ou dans l'Ouest canadien et les autorités voient avec inquiétude diminuer la population de leur province. Mgr Joseph-Arthur Melanson, le plus grand colonisateur et missionnaire de la paroisse de Saint-Quentin, appelée à l'origine Anderson Siding, lance alors un vaste projet de colonisation. Il valorise la carrière d'agriculteur et invite les familles acadiennes et québécoises à venir s'installer dans le comté de Restigouche, le long de la voie ferrée, là où les terres, en plus d'être fertiles, sont voisines du Québec et du Madawaska[réf. souhaitée]. 
Anderson Siding, du nom de la voie d'évitement du chemin de fer, est fondé en 1910 et la première messe est célébrée dans la cabane de bois rond de Simon Gallant[réf. souhaitée].
Les origines de la paroisse d'Anderson Siding sont à la fois québécoises et acadiennes et la population étant francophone à 99 %, le village se devait de porter un nom qui le caractérisait. Ainsi, en 1919, le nom d'Anderson Siding fut changé pour Saint-Quentin en souvenir de la victoire canadienne qui fut remportée sur les Allemands lors de la bataille de la Somme trois ans plus tôt à Saint-Quentin, en France, lors de la Première Guerre mondiale. 
La première chapelle de la paroisse est construite en 1911, le premier bureau de poste en 1912, la première école en 1913 et l'église en 1918[réf. souhaitée]. Un incendie détruit la majeure partie du village en 1919.
L'hôpital Hôtel-Dieu-Saint-Joseph est construit en 1947, la même année où le village est constitué en district[réf. souhaitée]. Au début, les colons ne vivent que de l'agriculture et de l'exploitation forestière. Toutefois, au fil des ans, le village s'agrandit et la qualité et la diversité des commerces et des services évoluent, égalant ainsi ceux des petites villes du Nouveau-Brunswick. L'école Mgr-Martin est inaugurée en 1959. Saint-Quentin est constitué en village le 9 novembre 1966. La Polyvalente A.-J.-Savoie ouvre ses portes en 1971. Saint-Quentin devient une ville en 1992.
Saint-Quentin est l'une des localités organisatrices du Ve Congrès mondial acadien en 2014.
Le gouvernement local de Saint-Quentin est formé le 1er janvier 2023 de la fusion de la ville de Saint-Quentin, du DSL de Saint-Martin-de-Restigouche et d'une partie du DSL de la paroisse de Saint-Quentin.

## Démographie
(juillet 2016).
D'après le recensement de Statistique Canada, la ville comptait 2280 habitants en 2001, comparativement à 2424 en 1996, soit une baisse de 5,9 %. La ville compte 924 logements privés, a une superficie de 4,3 km2 et une densité de population de 529,7 habitants au km2.
| 1981  | 1986  | 1991  | 1996  | 2001  | 2006  | 2011  | 2016  |
| ----- | ----- | ----- | ----- | ----- | ----- | ----- | ----- |
| 2 334 | 2 264 | 2 269 | 2 424 | 2 280 | 2 250 | 2 095 | 2 194 |

## Économie

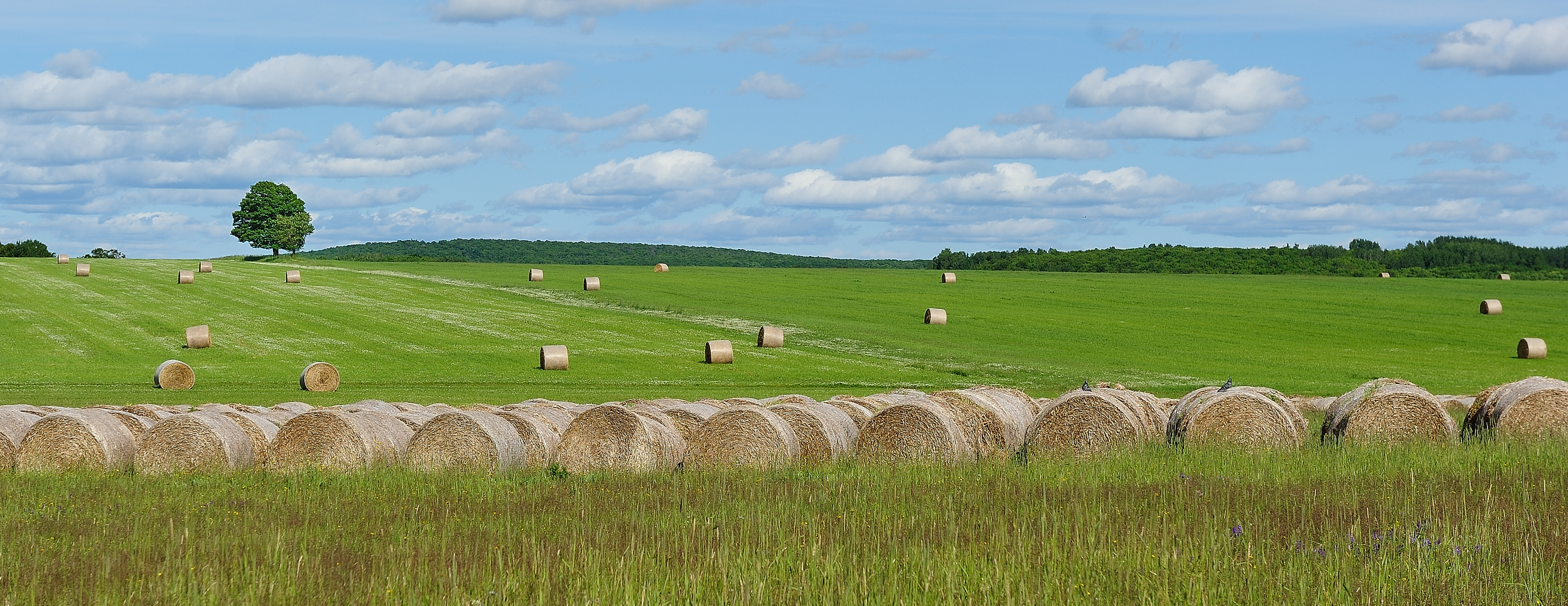
Champ de balles de foin

(septembre 2024).

### Travail et revenu
Le recensement de 2006 de Statistique Canada fournit aussi des données sur l'économie. Chez les habitants âgés de plus de 15 ans, le taux d'activité était alors de 62,4 %, le taux d'emploi était de 51,4 % et le taux de chômage était de 17,7 %; à titre de comparaison, ceux de la province étaient respectivement de 63,7 %, 57,3 % et 10,0 %.
Chez les personnes âgées de 15 ans et plus, 1 125 ont déclaré des gains et 1 690 ont déclaré un revenu en 2005. 92,3 % avaient aussi déclaré des heures de travail non rémunérées. Le revenu médian s'élevait alors à 20 392 $ avant et à 18 938 $ après impôt, comparativement à la moyenne provinciale de 22 000 $ avant et 20 063 $ après impôt; les femmes gagnaient en moyenne 2 697 $ de moins que les hommes après impôt, soit 16 241 $. En moyenne, 66,2 % du revenu provenait de gains, 24,4 % de transferts gouvernementaux et 9,1 % d'autres sources. 14,1 % de toutes les personnes dans les ménages avaient un faible revenu après impôt, une proportion montant à 18,1 % pour les moins de 18 ans.
Parmi la population active occupée, 4,8 % des gens travaillaient à domicile, aucun ne travaillait à l'extérieur du pays, 9,1 % n'avaient pas de lieu de travail fixe et 85,5 % avaient un lieu de travail fixe. Parmi les travailleurs ayant un lieu de travail fixe, 48,4 % travaillaient en ville, 46,5 % travaillaient ailleurs dans le comté, 4,4 % travaillaient dans un autre comté et aucun ne travaillait dans une autre province.

### Principaux secteurs

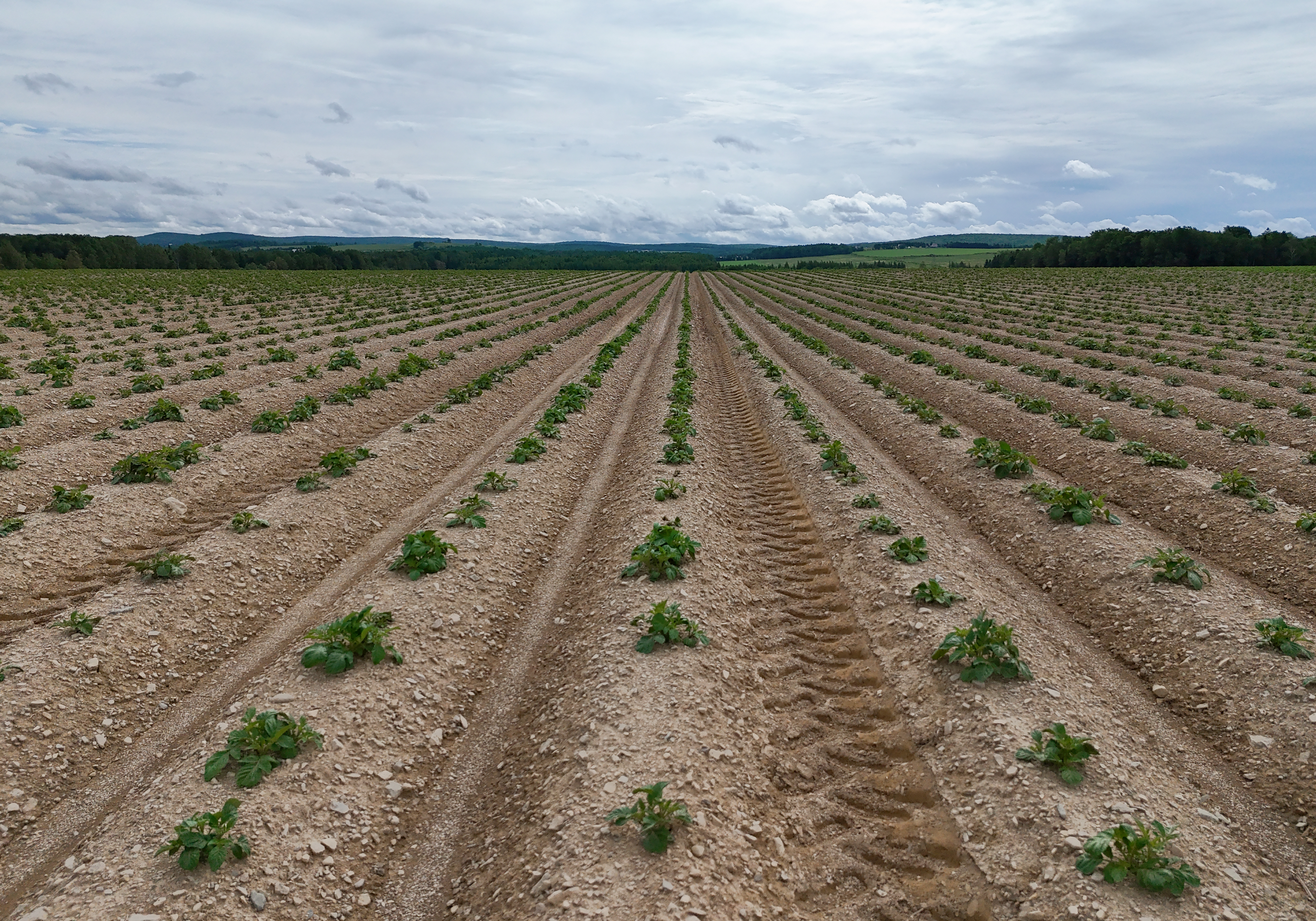
Champ de pommes de terre

En 2006, on dénombrait 16,3 % des emplois dans l'agriculture, la pêche et les autres ressources, 2,8 % dans la construction, 27,0 % dans la fabrication, 0,9 % dans le commerce de gros, 15,8 % dans le commerce de détail, 4,2 % dans la finance et l'immobilier, 4,2 % dans la santé et les services sociaux, 5,6 % dans l'éducation, 5,6 % dans les services de commerce et 16,7 % dans les autres services.
L'économie de la ville repose surtout sur l'industrie du bois et de l'agriculture. De grandes entreprises forestières telles North American Forest Products ltée et le Groupe Savoie inc. sont des piliers économiques importants de la région. On trouve également de nombreuses érablières, une grande variété de commerces importants, dont un centre commercial, la Place Restigouche, un supermarché convivial, la Coopérative de Saint-Quentin, abritant la succursale de la Société des alcools, une quincaillerie sous la bannière Home Hardware, ainsi que plusieurs fermes laitières et agricoles. L'érablière Denis Côté produit l'eau de sève Davia, élue la quatrième meilleure au monde en 2016.

## Administration
(juillet 2016).

### Conseil municipal
Le conseil municipal est formé d'un maire et de 4 conseillers.
Le conseil municipal actuel est élu lors de l'élection quadriennale du 10 mai 2021. Nicole Somers est réélu le 28 novembre 2022, et deviendra donc maire de la nouvelle municipalité élargie de Saint-Quentin, le 1er janvier 2023.
| Mandat    | Fonctions       | Nom(s)        |
| --------- | --------------- | ------------- |
| 2023-2027 | Maire           | Nicole Somers |
| 2023-2027 | Conseillers-ère |               |

Anciens conseils municipaux
Le conseil municipal précédent est élu lors de l'élection quadriennale du 14 mai 2012. La nouvelle mairesse Nicole Somers est finalement élue par acclamation à l'élection partielle du 12 mai 2014. La conseillère Josée Caron est quant à elle élue au poste laissé vacant.
| Période                                  | Période  | Identité            | Étiquette | Qualité |
| ---------------------------------------- | -------- | ------------------- | --------- | ------- |
| 1966                                     | 197??    | Bertin Valcourt     |           |         |
| 1974                                     | 198?     | Aurèle J. Lévesque, |           |         |
|                                          | 1995     | Félix J. Dubé       |           |         |
| 1995                                     | 2001     | Livain Richard      |           |         |
| 2001                                     | 2004     | David W. Moreau     |           |         |
| 2004                                     | 2012     | Robert Beaulieu     |           |         |
| 2012                                     | 2014     | Rodrigue Levesque   |           |         |
| 2014                                     | en cours | Nicole Somers       |           |         |
| Les données manquantes sont à compléter. |          |                     |           |         |

### Représentation et tendances politiques
Saint-Quentin est membre de l'Association francophone des municipalités du Nouveau-Brunswick.
 Nouveau-Brunswick: Saint-Quentin fait partie de la circonscription provinciale de Restigouche-La-Vallée, qui est représentée à l'Assemblée législative du Nouveau-Brunswick par Martine Coulombe, du Parti progressiste-conservateur. Native de Saint-Quentin, elle fut élue le 27 septembre 2010 et fut nommée le 12 octobre suivant, ministre de l'Éducation postsecondaire, de la Formation et du Travail.
 Canada: Saint-Quentin fait partie de la circonscription fédérale de Madawaska—Restigouche, qui est représentée à la Chambre des communes du Canada par Bernard Valcourt, du Parti conservateur. Natif de Saint-Quentin, exerçant le métier d'avocat à Edmundston, il a servi  comme député pour la circonscription de Madawaska-Victoria de 1984 à 1993. Il fut réélu le 2 mai 2011, lors de la 41e élection générale, et fut nommé le 18 mai suivant, Ministre d'État (Agence de promotion économique du Canada atlantique) (de la Francophonie).

### Éducation

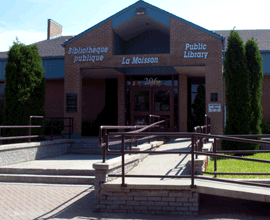
Bibliothèque publique La Moisson de Saint-Quentin

L’école Mgr-Martin accueille les élèves de la maternelle à la 6e année tandis que la Polyvalente A.J.-Savoie accueille les élèves de la 7e à la 12e année. Ces deux écoles publiques francophones font partie du District scolaire 3.
Une bibliothèque publique spacieuse et moderne dessert la ville de Saint-Quentin. Fait unique: la ville de Saint-Quentin accueille depuis 2012 les Camps mathématiques Donald-Violette, les premiers camps en français au Nouveau-Brunswick, qui comportent trois camps: un pour les élèves de la 12e année, un autre pour les élèves de la 8e année et un dernier pour les élèves de la 5e année. Son fondateur est le professeur Donald Violette, premier mathématicien originaire de cette ville. Les camps se déroulent annuellement à l'école Mgr-Martin de Saint-Quentin.

### Santé

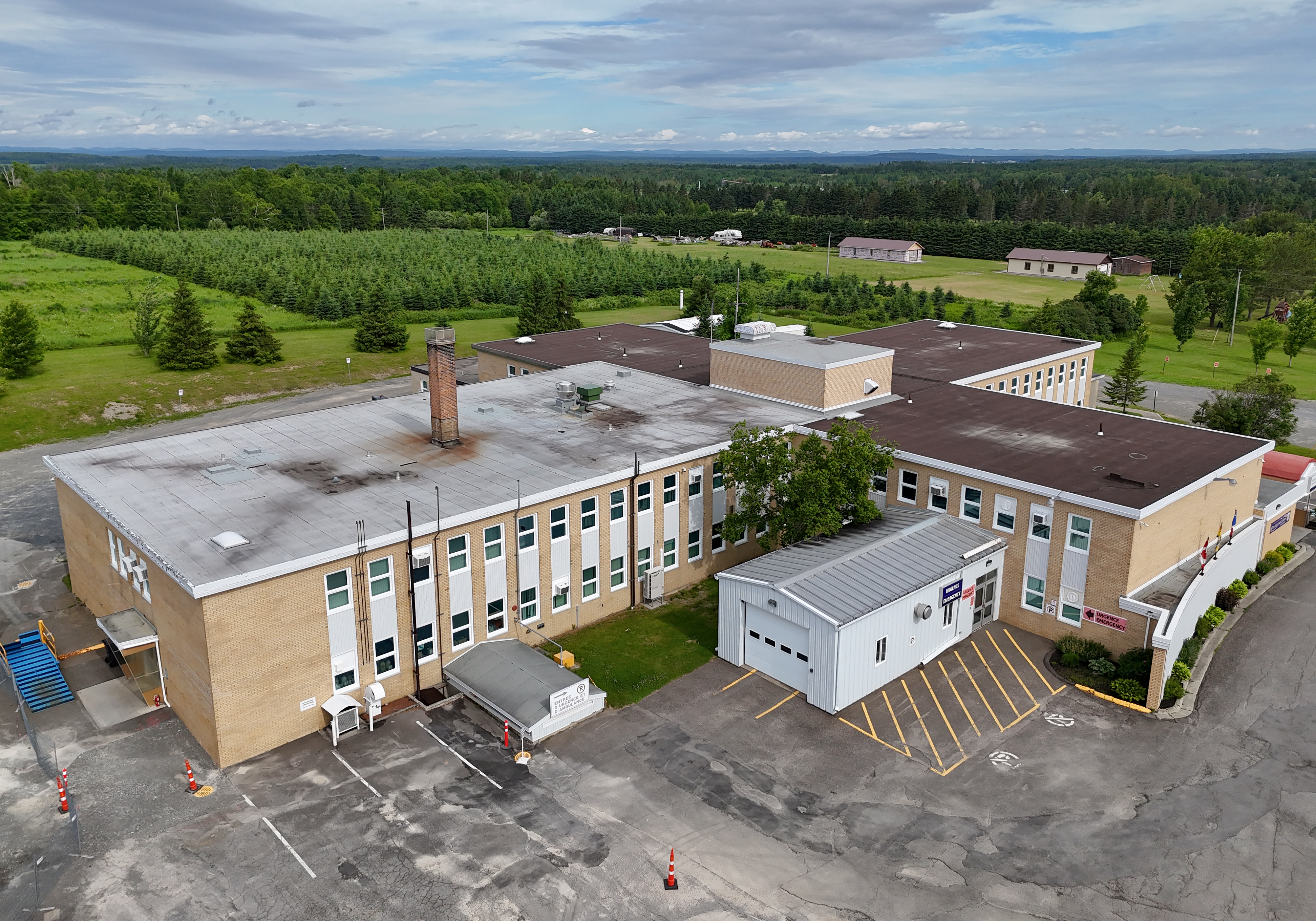
Hôtel-Dieu Saint-Joseph.

Saint-Quentin est desservie par l'hôpital l'Hôtel-Dieu St-Joseph, comportant un service d'urgence 24 heures sur 24 et un très grand nombre de cliniques ambulatoires. Une équipe d'environ huit médecins et plusieurs lits sont à la disposition des patients. La ville possède un foyer de soins agréés, la Résidence Mgr Melanson et un poste d'Ambulance Nouveau-Brunswick. La ville compte également plusieurs cliniques privées de médecins, d'optométristes, de dentistes, de physiothérapeutes, de denturologistes, de massothérapeutes et autres.

### Autres services publics
Saint-Quentin possède une caserne de pompiers, un poste d'Ambulance Nouveau-Brunswick et un hôpital. La ville possède aussi un poste de la Gendarmerie royale du Canada qui relève du district 9, dont le bureau principal est situé à Campbellton. 
La ville possède un tribunal satellite de la Cour provinciale du Nouveau-Brunswick de Campbellton.
On y trouve également un Centre Services Canada et un Centre Services Nouveau-Brunswick. Les bureaux du ministère des Ressources Naturelles ainsi que ceux du ministère de l'Agriculture ont pignon sur rue à Saint-Quentin. Il y a aussi un bureau de poste.
La ville a sa propre salle de spectacle, située à l'auditorium de la polyvalente A.J. Savoie (PAJS), où sont présentés des spectacles musicaux, des pièces de théâtre, des tournées, ainsi que des cérémonies, comme la remise des diplômes. Depuis la démolition du théâtre Montcalm en 2017, où des représentations de films avaient lieu toutes les fins de semaine, ainsi que des pièces de théâtre de la troupe de théâtre locale "La vieille tapisserie", le Cinéma Montcalm a été aménagé dans l'auditorium de la PAJS. Sur le site actuel du regretté Théâtre Montcalm, qui ne pouvait être réparé dû à des problèmes de structures majeures, un magnifique bâtiment de style contemporain a vu le jour et a été nommé "Palais Centre-Ville".
Le quotidien francophone est L'Acadie nouvelle, publié à Caraquet, et le quotidien anglophone est Telegraph-Journal, publié à Saint-Jean. C'est également à Saint-Quentin qu'on trouve le studio de la radio communautaire des Hauts-Plateaux (Radio Route 17, 90,1).
Saint-Quentin possède un aérodrome privé, dont le code OACI est CDC4. Il possède une piste en gravier longue de 3 000 pieds.

## Culture
La ville a su développer une richesse culturelle grâce à ses nombreux bénévoles dans des domaines aussi variés que le théâtre, les spectacles amateurs et professionnels, les festivals.

### Personnalités
- Paul Banville, champion mondial de tir au poignet, catégorie Grand Maître, 2001 et 2003 ;
- Louis Bérubé, chanteur, né à Saint-Quentin;
- Jeannot Castonguay, médecin et homme politique, né à Saint-Quentin;
- Benoît Cyr, pilote d'avion et homme politique, né à Saint-Quentin;
- Josée Connors, gagnante du Gala de la chanson de Caraquet, chanteuse, née à Saint-Quentin;
- Héliodore Côté, homme d'affaires et homme politique, né à Saint-Quentin;
- Martine Coulombe, députée de Restigouche-La-Vallée, née à Saint-Quentin;
- Kim Deschênes, hockeyeuse de talent, fait partie de l'équipe les Carabins de l'Université de Montréal, recrue de l'année au Québec, née à Saint-Quentin;
- Lionel Gendron, évêque, né à Saint-Quentin;
- Patrick Guerette, homme d'affaires et homme politique, né à Saint-Quentin;
- Kristine Labrie, hockeyeuse de talent, fait partie de l'équipe des Aigles Bleues de l'Université de Moncton, nommée athlète de la semaine à plusieurs reprises, née à Saint-Quentin;
- Mathieu Labrie, hockeyeur doué, ancien joueur du Titan d'Acadie-Bathurst et des Fog Devils de St. John's qui évoluent maintenant avec les Aigles Bleus de l'Université de Moncton, né à Saint-Quentin;
- Ginette Lamarche, correspondante pour la radio de Radio-Canada à Tel-Aviv en Israël, née à Saint-Quentin;
- Myriam Lamarche, championne canadienne de judo, née à Saint-Quentin;
- Rodrigue Levesque, maire de la ville, né à Saint-Quentin, récipiendaire de la médaille du jubilé de diamant de la reine.
- Arthur Parent, homme d'affaires, né à Saint-Quentin;
- Jean-Claude Savoie, président-directeur-général du Groupe Savoie inc., homme d'affaires, né à Saint-Quentin;
- Edgar J. Somers, avocat et juge, né à Saint-Quentin;
- Milaine Thériault, skieuse de fond, elle a participé aux Jeux olympiques de Nagano, Salt Lake City et de Turin, a grandi à Saint-Quentin;
- Bernard Valcourt, avocat, notaire et homme politique, né à Saint-Quentin;
- Bertin Valcourt, homme politique, né à Saint-Quentin;
- Joseph Charles Van Horne (1921-2003), avocat et homme politique, né à Saint-Quentin;
- Donald Violette, mathématicien, premier francophone du Nouveau-Brunswick à détenir un doctorat (Ph.D.) en mathématiques, né à Saint-Quentin, porteur du flambeau olympique 2010 et fondateur des premiers camps mathématiques en français au Nouveau-Brunswick, ce qui en fait le plus grand promoteur des mathématiques au Nouveau-Brunswick. Il est également le premier récipiendaire, en 2002, du Prix d'excellence en enseignement de l'Université de Moncton. Il a reçu la médaille du jubilé de diamant de la reine en 2013 et le prestigieux prix Adrien Pouliot de la Société mathématique du Canada en 2016. De plus, il a été nommé la personnalité de l'année en 2013 et en 2015 par le journal l'Étoile.

### Architecture et monuments

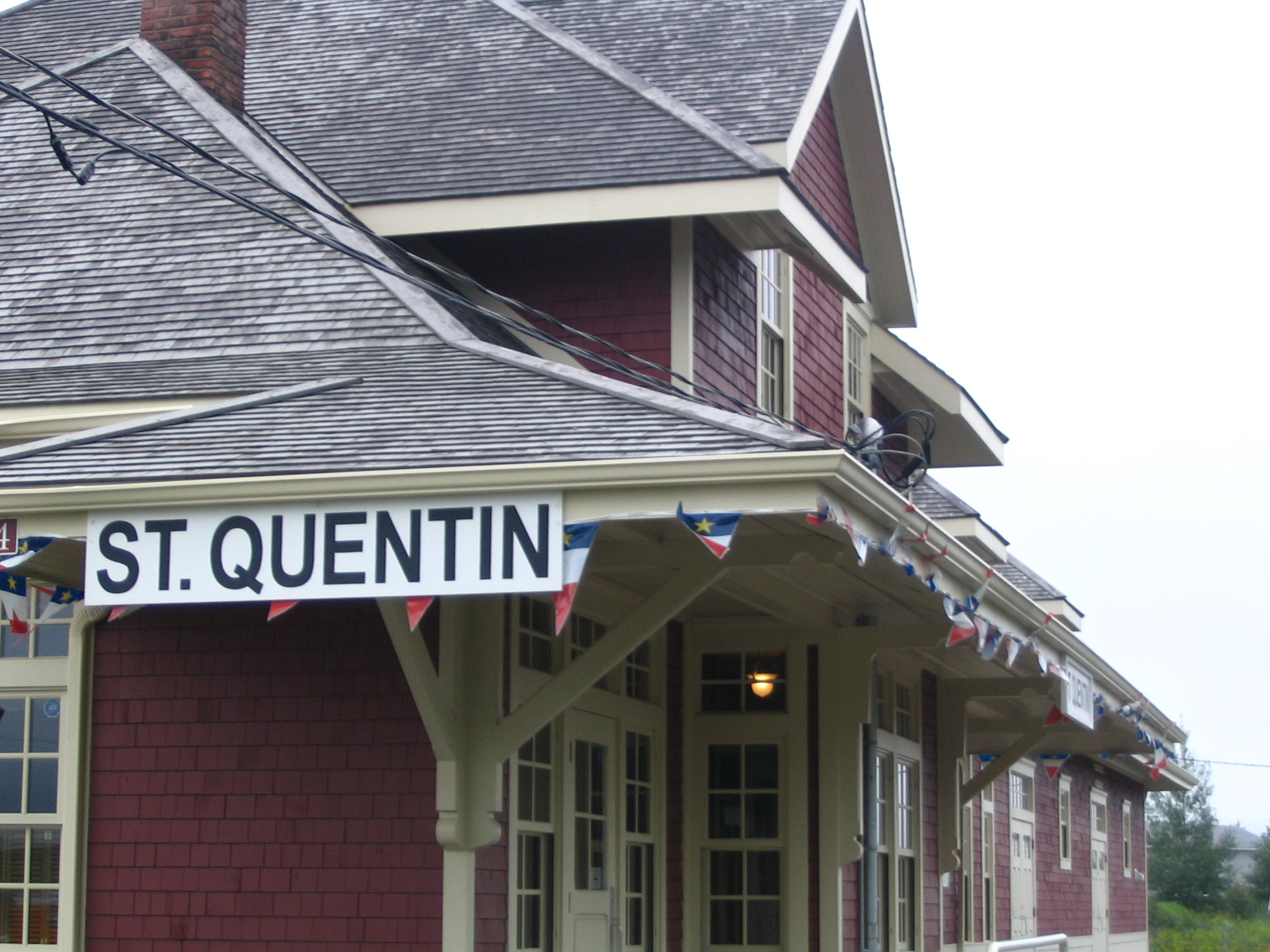
Le Centre touristique de l'ancienne gare de Saint-Quentin.

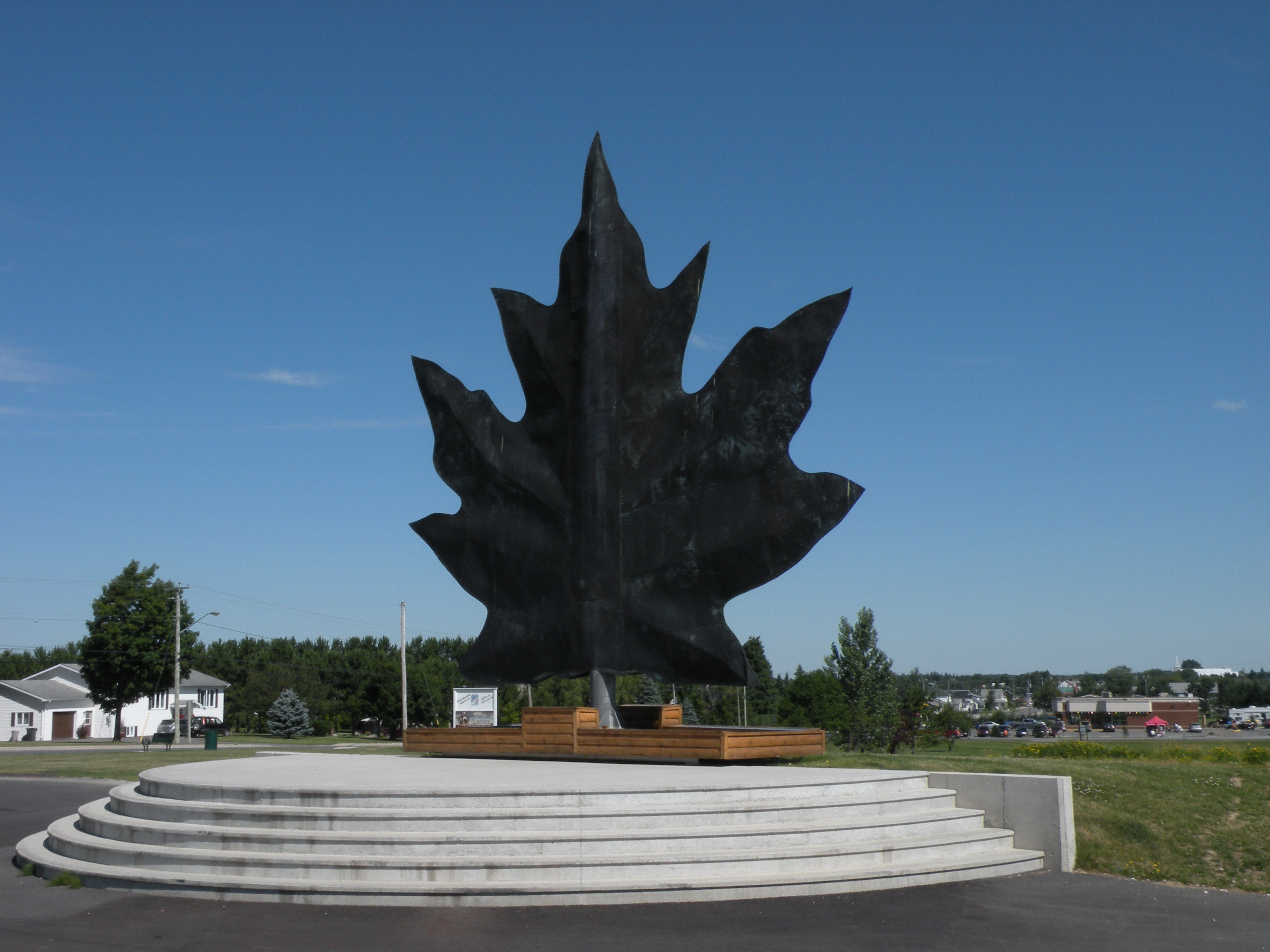
Feuille d'érable géante au parc du Centenaire

Le Centre touristique de l'ancienne gare de Saint-Quentin compte un centre d'interprétation de la forêt, de l'agriculture et de l'acériculture, une galerie d'art, une boutique de souvenirs, une halte routière, ainsi qu'un centre d'information aux visiteurs.
La Maison patrimoniale Roy est un musée relatant l'histoire de la ville de Saint-Quentin qui constitue une reproduction d'un magasin général d'époque. Le Hangar de la Maison patrimoniale Roy comporte une grande salle et sert également de marché public.
Une feuille d'érable géante a été érigée sur le parc du Centenaire à l'entrée sud de la ville, emblème mettant en évidence le fait que Saint-Quentin est la « capitale de l'érable de l'Atlantique ». Le parc contient également le Pavillon des donateurs soulignant le centenaire de la Ville de Saint-Quentin, ainsi qu'une immense arche faisant foi de la vitalité des citoyens de Saint-Quentin.
Un monument en hommage aux religieuses hospitalières a été inauguré à l'automne 2012, tout près de l'hôpital. Ce monument honore ces religieuses qui ont fondé l'hôpital Hôtel-Dieu Saint-Joseph de Saint-Quentin en 1947.
Le ruban de Möbius, structure mathématique géante en acier inoxydable située au 15, rue Deschênes devant l'école Mgr-Martin.

### Fêtes et traditions

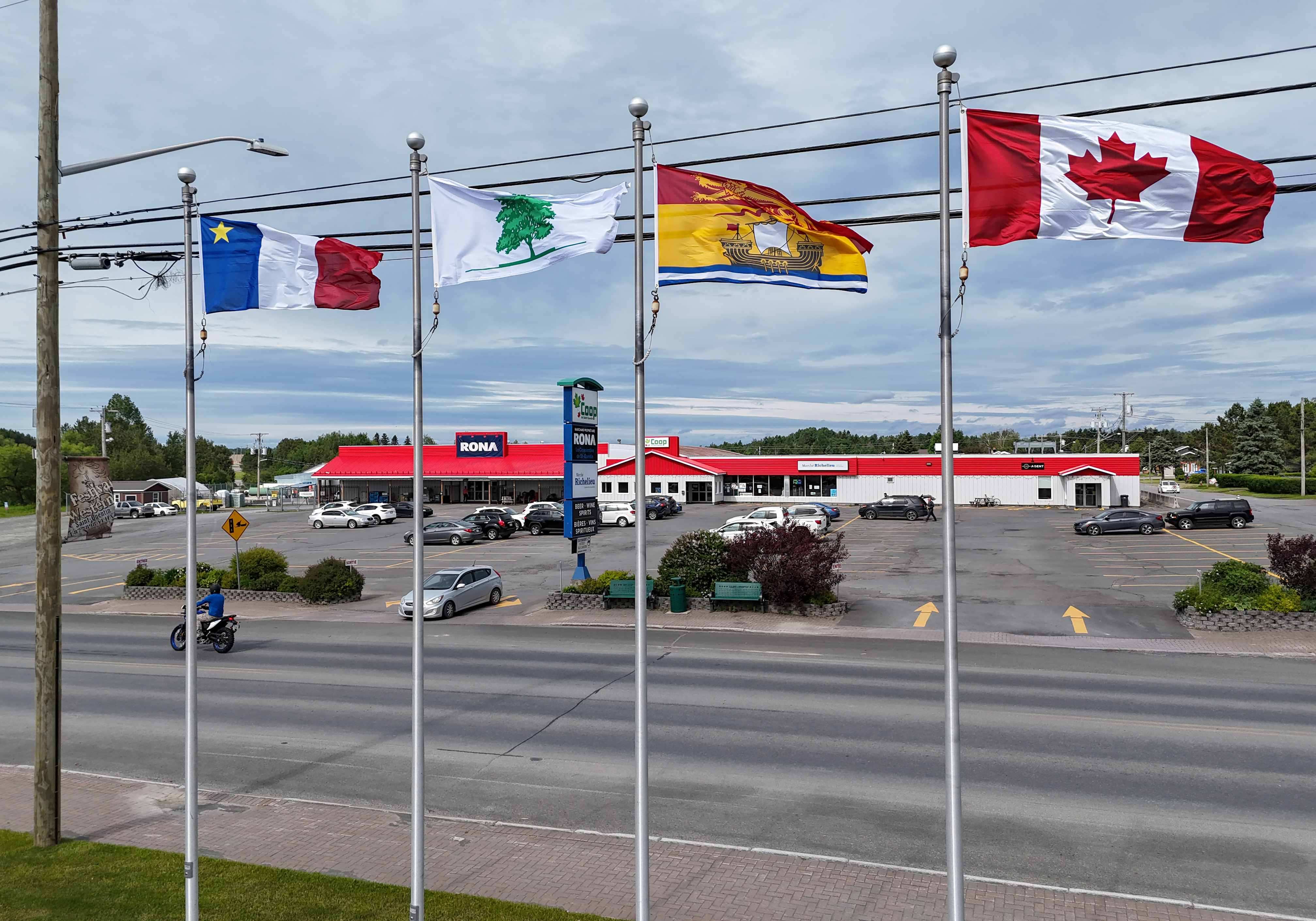
Drapeaux acadiens et gouvernementaux

Le plus important Festival Western des Maritimes constitue l'événement touristique majeur de la région. Les activités se déroulent durant la deuxième semaine de juillet pendant six jours consécutifs de festivités. La renommée du Super Rodéo, qui accueille des cowboys provenant de tous les coins du pays, est telle qu'il s'amplifie chaque année. En 2016, c'est environ 60 000 visiteurs qui ont convergé vers Saint-Quentin. Les retombées économiques de ce Festival pour la ville de Saint-Quentin est de trois millions de dollars.
Tous les printemps, Les Folies du Palais organisées par la Chambre de Commerce de Saint-Quentin attirent des gens de la région et de l'extérieur pour un salon culinaire et des dégustations de mets recherchés, de vins et de bières importées. Une partie importante de ce festival porte sur des conférences axées sur des mets typiquement de la région (avec le sirop d'érable de Saint-Quentin) prononcées par des sommeliers et des spécialistes de la haute cuisine. Un spectacle musical haut en couleur complète la programmation de ce salon de la santé.
Saint-Quentin étant un haut lieu de l'érable à sucre du point de vue économique et industriel depuis les années 1980, Le Festival de la Capitale de l'Érable de l'Atlantique de Saint-Quentin voit maintenant à ce qu'il soit également un chef de file du côté touristique et culturel. Le festival se déroule pendant le temps des sucres et vise donc à faire connaître et valoriser les produits de l'érable d'ici et d'ailleurs. Parmi ces produits, nous comptons les produits du sirop, du sciage, de la sculpture et de l'art culinaire.  Les activités présentées comprennent plusieurs visites : sucreries industrielles et artisanales, usine de sciage et de valeur ajoutée et usine de transformation du sirop. L'expo-marché de l'érable est une des activités les plus populaires. On peut y acheter les produits mentionnés en plus de boissons alcoolisées à l'érable. Des photos et antiquités y sont également exposées. Des repas à l'érable sont évidemment en vedette lors du festival. Un timbre-photo est commercialisé en 2012.

### Langues
Selon la Loi sur les langues officielles, Saint-Quentin est officiellement francophone puisque moins de 20 % de la population parle l'anglais.

### Sport, parcs et loisirs

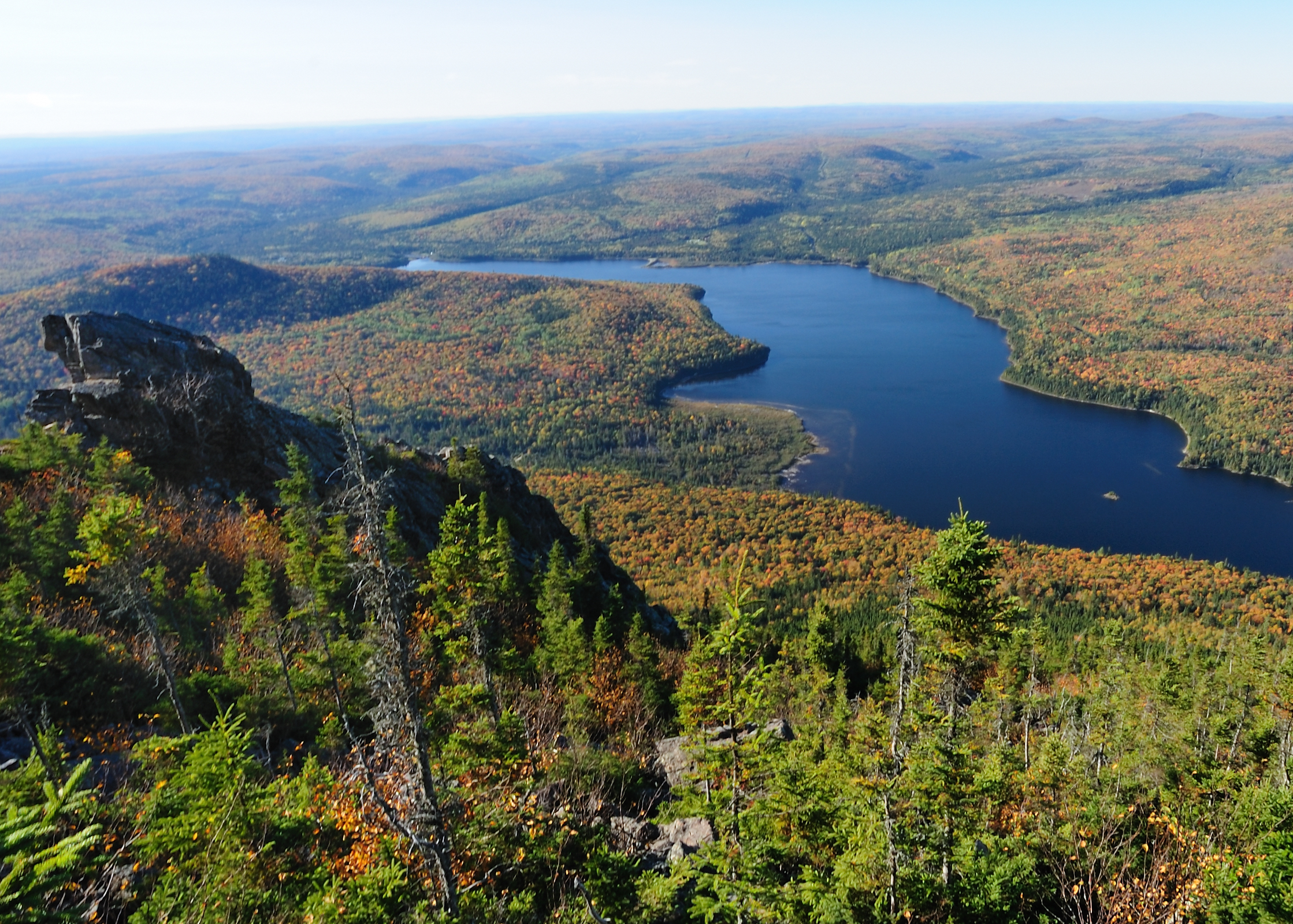
Mont Carleton

Le Parc provincial du Mont Carleton, aussi appelé le sommet des Maritimes, est l'endroit d'exploration idéal de la chaîne des Appalaches. Véritable paradis de plein air, ce parc à l'état naturel a tout pour séduire ses amateurs : sentiers de ski de fond et de motoneige, terrains de camping (sauvage et non sauvage), lacs et rivières, golf, sentiers de randonnées pédestres, pêche, canotage, plage, observation de la faune et escalade de monts (le parc en compte 11), y compris le mont Carleton, la plus haute montagne le l'Atlantique (820 mètres ou plus de 2690 pieds).
La ville de Saint-Quentin est reconnue comme un endroit privilégié pour la chasse et la pêche. Les grandes étendues boisées et faciles d'accès laissent libre loisir à la chasse du petit et du gros gibier et la richesse du territoire en cours d'eau en fait le lieu idéal pour la pêche à la ligne. 
La rivière Ristigouche, longue de 55 km, est reconnue internationalement pour sa beauté et pour la pêche du saumon d'Atlantique.  Elle est un endroit de villégiature authentique pour les amateurs de pêche, de canotage et d'exploration de la nature. La Rivière Restigouche fut reconnue officiellement comme étant la 29e rivière admise au sein du réseau de rivières du Patrimoine canadien.
La ville possède un terrain de golf de 9 trous avec un parcours exceptionnel et des verts irréprochables: licencié, terrasse, repas servis sur place et location d'équipements. Un aréna (centre culturel), un stade (des estrades recouvertes) pouvant accueillir 4000 spectateurs, deux gymnases, une piscine municipale, un parc rouli-roulant, des terrains de tennis éclairés, des terrains de soccer, de baseball et de balle-molle, deux équipes de hockey, les Castors et les Dragons, viennent compléter les atouts de cette ville qui n'en finit plus de nous surprendre. De plus, des clubs de judo, de ski de fond et de motoneige font l'envie de plusieurs municipalités. La ville de Saint-Quentin peut s'enorgueillir de posséder tous les services essentiels à une grande ville.
Un sentier pédestre a été inauguré en 2011; il traverse une partie de la ville de Saint-Quentin.
En 2014, la ville de Saint-Quentin a été l'hôte des 4e Jeux des aînés de l'Acadie et l'une des principales villes hôtesses du Congrès mondial acadien 2014.